# Jonny Craig
Jonathan Monroe Craig, Jonny Craig, född 26 mars 1986 i Abbotsford, British Columbia, är en kanadensisk-amerikansk sångare. Craig är nuvarande sångare för bandet Slaves och är f.d. sångare åt banden Emarosa, Dance Gavin Dance och Ghost Runner on Third. Craig har även gjort solo och han har släppt ett album genom Rise Records som heter A Dream Is a Question You Don't Know How to Answer. Han var även delaktig i supergruppen Isles And Glaciers. Craig är väldigt inspirerad av soul, framförallt artisterna Aretha Franklin, Boys II Men och Craig David. Han har även nämnt Motown och Mewithoutyou som influenser. Craig har gjort livecovers på låtarna "Cry Me a River" av Justin Timberlake, "Fuck You" av Cee Lo Green och "Never Gonna Be Alone" av Nickelback.

## Biografi
Jonny Craig föddes år 1986 i British Columbia, Kanada. Han och hans familj flyttade senare till Tacoma, Washington i USA när han fortfarande var väldigt ung. Han började redan som ung att sjunga, hans mamma brukade ofta spela Michael Bolton och då sjöng han med. Craig har dock sagt i intervju att han har sin mormor att tacka för att han fullföljde med att sjunga. Hans mormor var väldigt religiös och sjöng i en kyrkokör, där han ofta följde med och lyssnade. De sjöng mycket gospel ihop och han har sagt att hans mormor lärde honom allt han vet och han ger henne all ära för den sångtalang han har idag.
Craig hade en del problem hemma, och kom även in i fel vänkretsar. När han gick i High School hoppade han av för att satsa fullt på musiken. Han bor idag i Sacramento, Kalifornien.
Craig bildade bandet Westerhalts år 2000, ett garageband från Tacoma. När han var 15 år släppte han sin första låt med Westerhalts "Change, Leisure and Retirement" år 2001. Han gick år 2002 med i poppunkbandet Ghost Runner On Third och de fick positiv kritik. 2005 gick Craig med i post-hardcorebandet Dance Gavin Dance. De hann släppa två album med Jonny Craig, Whatever I Say I Royal Ocean och Downtown Battle Mountain, tills han år 2007 blev utesluten ur bandet på grund av drogproblem. Efter det gick Craig med i bandet A Skylit Drive eftersom deras dåvarande sångare Jordan Blake var sjuk. Två veckor efter uteslutningen från Dance Gavin Dance gick han med i bandet Emarosa. Under sommaren år 2010 återförenades Jonny Craig och Jon Mess (f.d. screamer åt Dance Gavin Dance) med Dance Gavin Dance. De hade blivit vänner igen och började snabbt att skriva ny musik. Under den här tiden var Craig fortfarande med i bandet Emarosa, men han hade lagt det bandet lite åt sidan för att fokusera på Dance Gavin Dance. Med Emarosa släppte Jonny Craig två album, Relativity och den självbetitlade Emarosa. 11 april 2011 offentliggjordes det att Craig inte längre var med i Emarosa, de övriga bandmedlemmarna sade att det var ett svårt val att göra, men att det antagligen var det bästa för att bandet skulle kunna gå vidare. "Jonny Craig" blev sedan topp trend-ämnet på Twitter dagen då det tillkännagavs.
8 mars 2011 släppte Dance Gavin Dance sin skiva Downtown Battle Mountain II.

## Privatliv
Craig har ett barn, som han aldrig fått träffa. Hans låt "Children Of Divorce" från hans soloalbum handlar om just den slags situation.

## Diskografi

### Westerhalts
- Change, Leisure and Retirement(2001)

### Ghost Runner on Third
- Speak Your Dreams EP (2005)

### Dance Gavin Dance
- Whatever I Say Is Royal Ocean EP (2006)
- Downtown Battle Mountain (2007)
- Downtown Battle Mountain II (2011)

### Emarosa
- Relativity (2008)
- Emarosa (2010)

### Isles and Glaciers
- The Hearts of Lonely People (2010)

### Solo
- A Dream Is a Question You Don't Know How to Answer (2009)
- Live at Bamboozle (2010)
- Find What You Love And Let It Kill You (2013)

### Slaves
- Through Art We Are All Equals (2014)
- Routine Routine Breathing (2015)
- Beautiful Death (2018)

## Samarbeten

### Pierce The Veil
- Selfish Machines Album
  - "She Makes Dirty Words Sound Pretty"

### Broadway
- Kingdoms Album
  - "Don't Jump the Shark Before You Save the Whale"

### Lower Definition
- The Greatest of All Lost Arts Album
  - "Pueblo Cicada"

### Woe, Is Me
- Number[s] Album
  - "Our Numbers"
  - "Desolate (The Conductor)"

### The Game
- Brake Lights Album
  - "Heels & Dresses (remix)"

### MikeyWhiskeyHands!
- Unreleased
  - "This Ain't a Game"
  - "$ex, Drugz and WhiskeyHands"

### Falling Closer
- The Sweet Release Album
  - "The Bridge"

### Ambrosia Caprise
- Live Show @ The Boardwalk
  - "The Cast"

### Bizzy Bone
- Crossroads: 2010
  - "Bottled Up Like Smoke"

### Mod Sun
- Health, Wealth, Success and happiness (mixtape)
  - "Become my Life"

### Hands Like Houses
- Demo
  - "Lion Skin"